# Colonia Rubén Carrillo
Colonia Rubén Carrillo är en ort i Mexiko.   Den ligger i kommunen Axochiapan och delstaten Morelos, i den sydöstra delen av landet, 110 km söder om huvudstaden Mexico City. Colonia Rubén Carrillo ligger 1 043 meter över havet och antalet invånare är 144.
Terrängen runt Colonia Rubén Carrillo är platt åt nordost, men åt sydväst är den kuperad. Runt Colonia Rubén Carrillo är det ganska tätbefolkat, med 90 invånare per kvadratkilometer. Närmaste större samhälle är Axochiapan, 1,0 km söder om Colonia Rubén Carrillo. Omgivningarna runt Colonia Rubén Carrillo är en mosaik av jordbruksmark och naturlig växtlighet.